# Стальчук Олег Миколайович
Олег Миколайович Стальчук (2 березня 1967, Яворів, Львівська область) — український актор театру, кіно та дубляжу, телеведучий. Заслужений та народний артист України (2004, 2015).

## Життєпис
Олег Стальчук народився 2 березня 1967 року у місті Яворів Львівської області.
Навчався в Учбово-театральній студії при Академічному українському драматичному театрі імені Марії Заньковецької.
У 1991 році закінчив Київський державний інститут театрального мистецтва імені Івана Карпенка-Карого (викладачі І. О. Молостова та О. М. Шаварський).
Після закінчення інституту — актор Національного академічного драматичного театру імені Івана Франка.
У середині 90-х років Олег Стальчук почав займатися дубляжем і озвученням українською та російською мовами.
Олег Стальчук був ведучим програм «Випадковий свідок» та «Народний суд» на телеканалі «Інтер».
Бренд-войс телеканалів «Перший», «Інтер», «ICTV» та «ICTV2».

## Ролі у театрі
Національний академічний драматичний театр імені Івана Франка
- Олекса — «Зимовий вечір» Михайла Старицького;
- Андре — «Патетична соната» Миколи Куліша;
- Антон Квітка — «Талан» Михайла Старицького;
- Дон Луїс — «З коханням не жартують»  Педро Кальдерона;
- Мазепа — «Гетьман Дорошенко» Людмили Старицької–Черняхівської;
- Михайло — «Суєта» Івана Карпенка–Карого;
- Сольоний — «Три сестри» Антона Чехова;
- Боул, Фіш — «Кар'єра Артуро В'ї» Бертольта Брехта;
- Ноздрьов — «Брате Чичиков» Миколи Гоголя;
- Клеант — «Тартюф, або…» Мольєра;
- Граф — «Кохання в стилі бароко, або Любов з неохоти» Ярослава Стельмаха;
- Брат Лоренцо — «Ромео і Джульєтта» Вільяма Шекспіра;
- Кассіо — «Отелло» Вільяма Шекспіра;
- Лорд Гастінгс — «Річард ІІІ» Вільяма Шекспіра[5];
- д'Артаньян — «Ех, мушкетери, мушкетери!..» Євгена Євтушенка;
- Дмитро Карамазов — «Брати Карамазови» Федора Достоєвського;
- Дон Гусман Брідуазон (Суддя) — «Весілля Фігаро» Бомарше;
- Четвертий городянин, Городянин — «Візит старої дами» Фрідріх Дюрренматта;
- Сер Агровейн — «Мерлін, або Спустошена країна» Танкреда Дорста;
- Стьопка — «Український водевіль» Марка Кропивницького;
- Мишко Мельник — «Урус — Шайтан»[6];
- Калібан — «Буря» Вільяма Шекспіра;
- Баран — «Перехресні стежки» Івана Франка;
- Тихон — «Великі комбінатори» за мотивами роману «Дванадцять стільців» Ільфа та Петрова;
- Нільс Юлленшерна — «Ерік XIV» Авґуста Стріндберґа;
- Геній, Слідчий — «Живий труп» Лева Толстого;
- Іван Петрович Восьмибратов — «Ліс» Олександра Островського;
- Велутто — «Моя професія–синьйор з вищого світу» Д. Скарніччі, Р. Тарабузі;
- Сейнт Клер — «Незрівнянна» Пітера Квілтера;
- Ліхт, писар — «Розбитий глек» Генріха фон Клейста;
- Фердінанд Грау — «Три товариші» Еріха Марія Ремарка

## Фільмографія
- 1992 — «На початку було слово» — Остафій
- 1995 — «Двійник» — Стас
- 2005 — «Подруга особливого призначення» — Андрій Білий
- 2006 — «Таємниця Маестро» — Олексій Орлов[7]
- 2008 — «Зачароване кохання» — Діма
- 2009 — «Розлучниця» — новий начальник
- 2009 — «Акула» — Петро Чихун
- 2009 — «Легенди чаклунського кохання» — Діма
- 2011 — «Здрастуй, мамо!» — Лука
- 2011 — «Платон Ангел» — Сич
- 2011 — «Великі мрійники» — Констянтин Ціолковський
- 2012 — «Порох і дріб» — Петро Корнійчук
- 2012 — «Брат за брата-2» — Микола Звєрєв, полковник
- 2014 — «Останній москаль» — епізод
- 2014 — «Будинок з ліліями» — Всеволод, головний редактор
- 2014 — «Гордіїв вузол» — Іван Григорович, капітан судна
- 2014 — «Брат за брата-3» — Микола Звєрєв, полковник
- 2015 — «Останній яничар» — Башкурт
- 2017 — «Ментівські війни. Одеса» — Семен Сергійович Удальцов
- 2018 — «Бабка» — Владлен Петрович
- 2018 — «Два життя» — прокурор
- 2018 —2020 — «Папаньки» — Василь Іванович
- 2019 — «Як довго я на тебе чекала» — голова районної адміністрації
- 2019 — «Медфак» — Професор Коновал
- 2019 — «Чужа» — Степан Іванович
- 2019 — «Пристрасті по Зінаїді» — Директор Жиров
- 2019 — «Несолодка пропозиція» — Олег Петрович
- 2019 — «Сильна жінка» — Сергій Семенович Задорожний
- 2020 — «У кожного свій обман» — Микола Михайлович, прокурор
- 2020 — «Батько рулить»
- 2021 — «У полоні минулого» — Максим Петрович
- 2021 — «Мій коханий друг» — Михайло Петрович
- 2021 — «Провінціал» — Прилепін
- 2021 — «Кава з кардамоном» — Павло
- 2023 — «Тут і тепер» — Беник
- 2023 — «БожеВільні»

## Озвучення реклами
- Свобода
- Vanish
- Siesta
- Amour
- Carling
- Coca-Cola
- Ariel
- Ломбард-Партнер
- Old Spice
- Винодел
- Inkerman
- Zubrowka
- Куяльник
- Балтика
- Фокстрот
- Рибоксін
- ПриватБанк
- UMC Business
- Київстар
- AXA
- Назол
- Чумак
- Pedigree
- Domestos

## Премії та нагороди
- Премія «Київська пектораль» у номінації «Найкраща чоловіча роль другого плану» у виставі «Перехресні стежки» (2013)[8].
- Заслужений артист України (2004)[9].
- Народний артист України (2015).
- Орден «За заслуги» III ст. (2020)[10].